# Калиссоны
Калиссон (фр. Calisson) — традиционная прованская сладость, которая изготавливается на специальных фабриках в городе Экс-ан-Прованс.
Предположительно, история лакомства восходит к XV веку. Согласно легенде, оно было создано для бракосочетания короля Рене Доброго с Жанной де Лаваль. Возможно также, что освящённые калиссоны раздавались прихожанам во время церковных служб, начиная с 1630 года, как символ благодарности Деве Марии за избавление города от чумы. Не исключено, что именно отсюда произошло их название: возглас священников на латинском, Venite ad calicem («придите к чаше»), превратился в «Venez aux calissons» («приходите за калиссонами»). Однако существуют и иные версии происхождения калиссонов, в том числе итальянская.

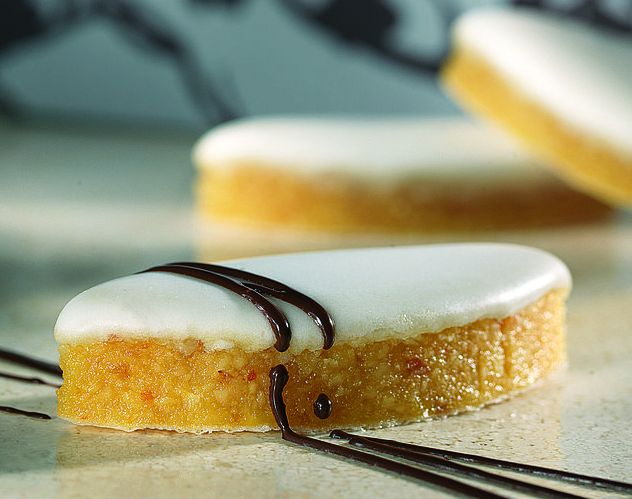
Калиссон

В состав десерта входят миндаль, засахаренные фрукты (чаще всего дыня, с добавлением небольшого количества апельсина) и флёрдоранж. Однородная масса кладётся на тонкий слой пресного хлеба и покрывается слоем сахарной глазури. По вкусовым качествам напоминает марципан. Традиционно калиссоны изготавливаются в форме ромба со скруглёнными углами.
С 1995 года в одной из церквей Экс-ан-Прованса проводится ежегодная церемония благословения калиссонов. Кроме того, в Экс-ан-Провансе они входят в список тринадцати традиционных рождественских десертов.